# José Lorente Sanz
José Luis Lorente Sanz (1902 – 2001) foi um político espanhol que atuou como ministro interino da Governança da Espanha, substituindo o ministro cessante Ramón Serrano Suñer entre 1940 e 1941, durante a ditadura franquista na Espanha.